# 633
El 633 (DCXXXIII) fou un any comú començat en divendres del calendari julià.

## Esdeveniments
- Isidor de Sevilla presideix el IV Concili de Toledo.[1]